# Belair (aerolínea)
Belair (anteriormente Balair) fue una aerolínea suiza con sede en Zúrich, su base principal era el Aeropuerto Internacional de Zúrich. Belair era filial de la aerolínea alemana Air Berlin.

## Historia
La aerolínea fue fundada en 1925 como Balair, que se fusionó en 1931 con Ad Astra Aero para fundar Swissair. Posteriormente, en 1953 Swissair reactiva la marca para operar vuelos chárter hasta la quiebra de su matriz en 2001.

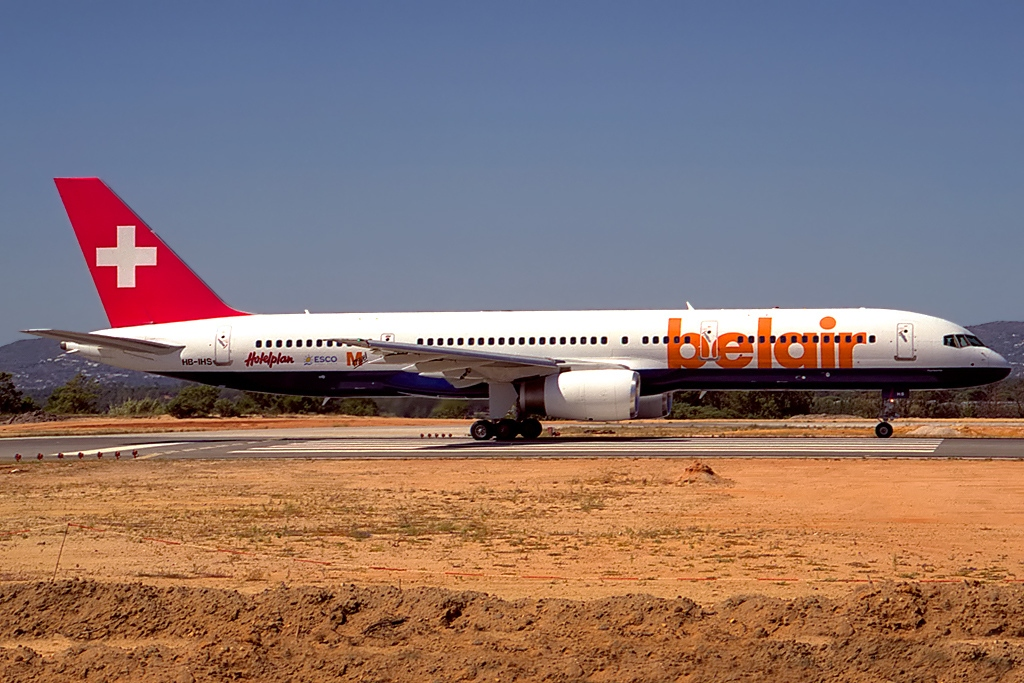
Boeing 757-200 de Belair en el aeropuerto de Faro (2002)

Tras consultar con Migros (su empresa matriz), la empresa de viajes Hotelplan fundó una nueva aerolínea chárter llamada Belair y le transfirió sus Boeing 757. Se inscribió en el registro comercial el 16 de octubre de 2001. El pequeño cambio de nombre significó que fue posible repintar los dos Boeing 757 propiedad de Migros con muy poco esfuerzo. La nueva compañía contaba con 120 empleados.

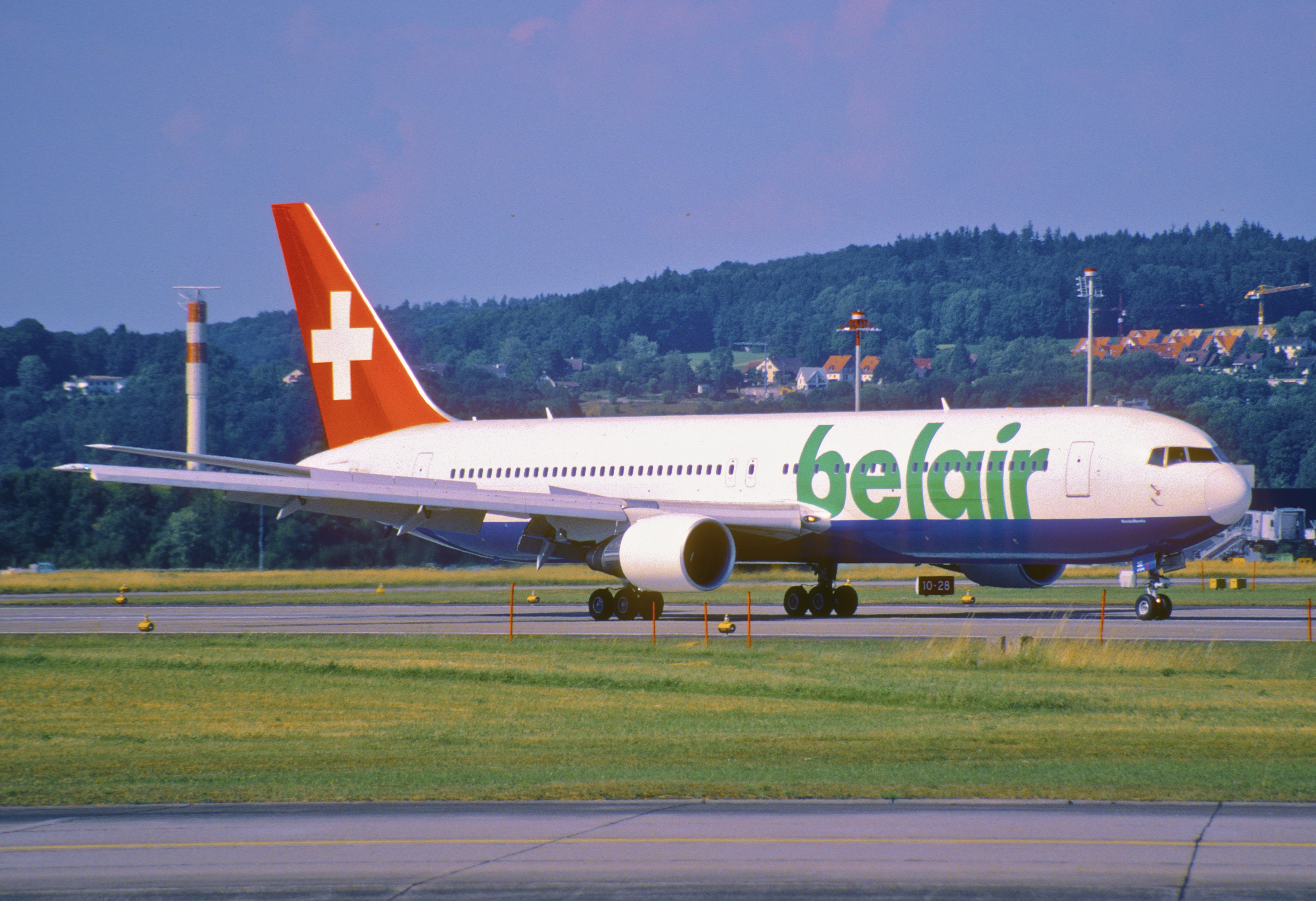
Boeing 767-300ER de Belair en el aeropuerto de Zúrich (2003)

El primer vuelo comercial de Belair tuvo lugar el 3 de noviembre de 2001, desde Zúrich. Los vuelos se dirigían principalmente a destinos turísticos del Mediterráneo. Además de los dos Boeing 757 que operaba, Belair también alquilaba un Boeing 767-300ER para vuelos de larga distancia.
Como parte de la asociación con REGA (Swiss Air Rescue), Belair rediseñó un 757 para que se utilizara como avión de rescate para repatriaciones en caso de desastre.

#### Parte de Air Berlin
Air Berlin adquirió el 49% de Belair en 2007 y pasó a ser propietaria de la totalidad de la compañía a partir de octubre de 2009. Esto aumentó la presencia de Air Berlin en Suiza y proporcionó a los clientes de Migros acceso a más vuelos. Aunque Air Berlin era propietaria de Belair, Belair se gestionaba desde Berlín y Air Berlin solo publicaba estados financieros consolidados. Air Berlin Switzerland (pilotos de Air Berlin), CHS Switzerland (auxiliares de vuelo de Air Berlin) y Belair se fusionaron para formar la nueva compañía Belair el 1 de enero de 2010.
Belair volaba desde Zúrich, Basilea y Ginebra a destinos mediterráneos y las islas Canarias. El avión solía tener la señalización de Belair combinada con el diseño corporativo de Air Berlin, pero luego lució la librea de Air Berlin. Debido a los derechos de tráfico bilaterales, ciertas rutas a países no pertenecientes a la UE continuaron utilizando el código IATA de Belair, 4T.

#### Cierre
El 15 de enero de 2017, se anunció que Belair cerraría todas las rutas desde el Aeropuerto de Basilea-Mulhouse-Friburgo.El 1 de abril de 2017, los cuatro Airbus A321-200 comenzaron a operar en nombre de Niki y cambiaron los números de vuelo de Air Berlin a Niki en las rutas a destinos de la UE. Belair cesó sus operaciones el 28 de octubre de 2017. En diciembre de 2017, se informó que Belair carecía de fondos para pagar los salarios pendientes y otros gastos y podría enfrentarse a la quiebra.

## Flota histórica
Balair operó las siguientes aeronaves a lo largo de su historia:
| Aeronaves        | Total | Introducido | Retirado | Matrículas                                                                      |
| ---------------- | ----- | ----------- | -------- | ------------------------------------------------------------------------------- |
| Airbus A319-100  | 3     | 2009        | 2017     | HB-IOY, HB-JOY y HB-IOX                                                         |
| Airbus A320-200  | 10    | 2009        | 2017     | HB-IOS, HB-IOT, HB-IOU, HB-IOV, HB-IOW, HB-IOQ, HB-IOR, HB-IOP, HB-IOZ y HB-JOZ |
| Airbus A321-200  | 4     | 2017        | 2017     | HB-JOU, HB-JOV, HB-JOX y HB-JOW                                                 |
| Boeing 757-200   | 2     | 2001        | 2009     | HB-IHR y HB-IHS                                                                 |
| Boeing 767-300ER | 1     | 2002        | 2009     | HB-ISE                                                                          |